# Germán Téllez
Germán Téllez Castañeda (Bogotá, 16 de abril de 1933 - Bogotá, 27 de octubre de 2022) fue un arquitecto, fotógrafo y docente colombiano tuvo una pequeña intervención en la casa vicepresidencial de Colombia durante su construcción en 1999.
Téllez era hijo del periodista, político, diplomático y autor literario Hernando Téllez.

## Biografía
Germán Téllez Castañeda nació el 16 de abril de 1933 en Bogotá. Hijo del periodista, político, diplomático y autor literario Hernando Téllez y de su esposa Beatriz Castañeda. Estudio en el Liceo Francés de Bogotá donde finalizó su escuela escudaría. Estudió arquitectura en la Universidad de los Andes. Más tarde en 1957 se vincularía como profesor de historia de la arquitectura e investigador del Centro de Investigaciones Estéticas, luego de haber  tomado cursos en el Instituto de Urbanismo de la Universidad de París y haber hecho una pasantía en el Servicio Nacional de Monumentos Históricos de Francia.
Ocupó en varias profesiones como escritor y fotógrafo, ha sido un destacado restaurador: entre sus obras están la Iglesia de San Agustín en Bogotá, la Capilla del Rosario, la Casa del Marqués de San Jorge y el almacén de provisiones San Juan de Manzanillo, una de las fortificaciones de la bahía de Cartagena, que se convirtió en el salón de eventos de la Casa de Huéspedes Ilustres, obra de Rogelio Salmona. En el 2006 recibió el Premio Nacional Vida y Obra que le otorgó el Ministerio de Cultura. El 27 de octubre de 2022 muere tras de sufrir un infarto de miocardio en su residencia en Bogotano mediante un comunicado de la Universidad de los Andes.